# Монастыри Меграгета
Монастыри Меграгета (арм. Մեղրագետի վանքեր) — комплекс из трёх чудотворных монастырей Армянской апостольской церкви, находящийся в 11 км от города Муша, в ущелье реки Меграгет, треугольником расположенных один возле другого и окружённых с трёх сторон горами Армянского Тавра, чуть выше густых лесов и гор Сасуна. Комплекс состоял из монастырей Матнаванк, Ахберкванк и монастыря Святых Апостолов.

## История
Монастыри были основаны первыми апостолами, доставившими в Армению Святые реликвии. Эти монастыри представляли собой сооружения, выдержанные в стиле армянской церковной архитектуры — с куполами и притворами. Они являлись крупными центрами духовной культуры с семинариями, скрипториями, богатыми библиотеками. Общехристианские святыни вместе с духовными служителями и народом вследствие постоянных набегов и нашествий перемещались из монастыря в монастырь. Их захватывали и похищали с целью снова продать христианам. Часть реликвий оказывалась в других в других странах.
Позже чудотворные монастыри Меграгета находились под пристальным вниманием и покровительством Григория Просветителя - достраивались, расширялись, благоустраивались, превратившись в культурно-религиозные центры, куда приходили паломники из разных стран мира. Григор Лусаворич к содержавшимся там Святым реликвиям добавил мощи двенадцати апостолов, которые поместил в хоране.
В монастырях Меграгета находился один из рукописных центров, где в XIII-XV веках копировались рукописи. В XIV веке здесь трудился писец и оформитель Аракел Таронаци.
Живший в XVII веке поэт, педагог, автор известных путевых заметок Симеон Лехаци двенадцать лет своей жизни посвятил паломничеству по святым местам.
Симеон Лехаци впоследствии писал:
В долине [Муша], есть три известных чудотворных, больших монастыря они треугольником расположены один возле другого. 
Один - Матнаванк, где находится палец апостола Петра и много других мощей; их привез из Рима сасунский танутер, который построил над ними церковь и назвал её Матнаванк. 
Второй - Святой Ахберк, где хранится в бутылке Благородная Кровь Христа, истекшая из бока. 
И у подножия горы расположен монастырь Сурб Аракелоц, где находятся гвозди, коими был пригвожден Христос, копье и другие святыни. Я пробыл там три дня, исполнил все свои желания. С горячей любовью, и даже пролив слезы, я распростился со святыми местами и богоревнивыми монахамиСимеон Лехаци